# Angelo Maria Jacobini
Angelo Maria kardinal Jacobini, italijanski diakon in kardinal, * 25. april 1825, Genzano, † 3. marec 1886, Rim.

## Življenjepis
27. marca 1882 je bil povzdignjen v kardinala in imenovan za kardinal-diakona S. Eustachio.